# 워릭 서폴드
워릭 앤서니 서폴드(Warwick Anthony Saupold, 1990년 1월 16일 ~ )는 오스트레일리아의 야구 선수이다.

## 호주 프로야구 시절
2010년에 퍼스 히트에 입단하였다.

## 미국 프로야구 시절
2016년에 디트로이트 타이거스에 입단하였다.

## 한국 프로야구 시절

### 한화 이글스시절
2019년에 키버스 샘슨, 데이비드 헤일을 대체할 외국인 투수로 영입되었다.두자릿수 승수와 3점대 평균자책점으로
2020년에 제러드 호잉, 채드 벨과 함께 재계약했다. 2020년 시즌 개막전 선발로 나와 외국인 첫 개막전 완봉승을 거두며 팀의 15년 만에 개막전 승을 이끌었다. 하지만 재계약에는 실패했다. 그에 대체용병으로는 닉 킹엄과 라이언 카펜터가 영입되었다.

## 국가대표 경력
- 2013 WBC, 2017 WBC 오스트레일리아 야구 국가대표